# Seddera retusa
Seddera retusa är en vindeväxtart som beskrevs av Robert Reid Mill. Seddera retusa ingår i släktet Seddera och familjen vindeväxter. Inga underarter finns listade i Catalogue of Life.